# Cencio Mantovani
Pour les articles homonymes, voir Mantovani.
Vincenzo Mantovani, dit Cencio Mantovani (né le 17 octobre 1942 à Castel d'Ario et mort le 21 octobre 1989) à Suzzara est un coureur cycliste italien. Il a été médaillé d'argent dans l'épreuve de la poursuite par équipes  aux Jeux olympiques de 1964 et aux championnats du monde de 1964 et 1965.

## Palmarès

### Jeux olympiques
- Tokyo 1964
  -  Médaillé d'argent de la poursuite par équipes

### Championnats du monde
- Paris 1964
  -  Médaillé d'argent de la poursuite par équipes
- Saint-Sébastien 1965
  -  Médaillé d'argent de la poursuite par équipes

## Palmarès sur route

### Par années
- 1962
  - 2e du Gran Premio di Roncolevà
  - 3e de Milan-Tortone
- 1964
  - 2e du Gran Premio Palio del Recioto
- 1965
  - Trophée Visentini
  - Milan-Tortone
  - Milan-Bologne

### Résultats sur le Tour d'Italie
- 1968 : 71e
- 1969 : abandon